# Andrés Eloy Blanco (Barinas)
Pour les articles homonymes, voir Andrés Eloy Blanco.
Andrés Eloy Blanco est l'une des douze municipalités de l'État de Barinas au Venezuela. Son chef-lieu est El Cantón. En 2011, la population s'élève à 16 144 habitants.

## Étymologie
La municipalité est nommée en l'honneur de l'homme politique et écrivain vénézuélien Andrés Eloy Blanco (1897-1955).

## Géographie

### Subdivisions
La municipalité est divisée en trois paroisses civiles avec, chacune à sa tête, une capitale (entre parenthèses) : 
- El Cantón (El Cantón) ;
- Puerto Vivas (Puerto Vivas) ;
- Santa Cruz de Guacas (Santa Cruz de Guacas).